# 贝德堡
贝德堡（德語：Bedburg，發音：[ˈbɛtˌbʊʁk] ⓘ）是德国北莱茵-威斯特法伦州科隆行政区莱茵-埃尔夫特县的城市，面积80.42平方千米，2023年12月31日人口为24,645人。